# Giovanni Maria Ciassi
Giovanni Maria Ciassi, en latin Ciassus, est un scientifique italien, né à Trévise, en 1654 et mort vers 1679.

## Œuvres

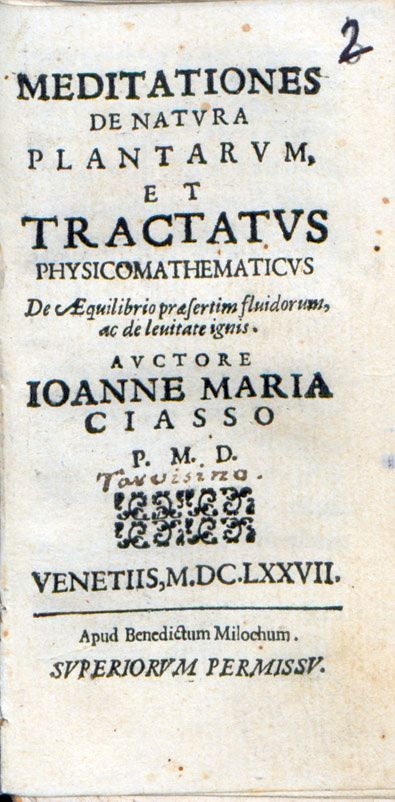
Giovanni Maria Ciassi, Meditationes de natura plantarum, Venise, Benedetto Miloco, 1677

Giovanni Maria Ciassi a composé un ouvrage sur la nature des plantes et leur anatomie, dont la seconde édition a été publiée à Venise, 1677, in-12, sous ce titre : Meditationes de natura plantarum. Il remonte jusqu’à l’examen de la petite plante renfermée dans la graine, et il reconnaît très-bien que ce n’est pas la pulpe qui l’entoure qui lui donne naissance, mais les deux cotylédons ; qu’elle a déjà reçu un type qu’elle doit conserver en germant ; en sorte que, malgré l’obscurité de son style, on voit qu’il avait entrevu quelques phénomènes importants de la germination, qui n’ont été bien connus que dans ces derniers temps. Il y parle aussi de la circulation de la sève et de la sensibilité des végétaux. Ciassi s’est aussi occupé de mathématiques, et a fait un traité de Æquilibrio præsertim fluidorum et de levitate ignis, qui se trouve à la suite de l’ouvrage précédent.